# Cuphea trichopetala
Cuphea trichopetala är en fackelblomsväxtart som beskrevs av Emil Bernhard Koehne, Amp; Rusby och Henry Hurd Rusby. Cuphea trichopetala ingår i släktet blossblommor, och familjen fackelblomsväxter. Inga underarter finns listade i Catalogue of Life.